# 吕格隆
吕格隆（法語：Luglon，法語發音：[lyɡlɔ̃]）是法国朗德省的一个市镇，属于蒙德马桑区。

## 地理
吕格隆（44°4'56"N, 0°43'3"W）面积41.07 平方千米，位于法国新阿基坦大区朗德省，该省份为法国西南部沿海省份，是法國本土面积第二大的省，北起吉倫特省，西临大西洋，南至大西洋比利牛斯省，东临热尔省，东北与洛特-加龍省接壤。
与吕格隆接壤的市镇（或旧市镇、城区）包括：阿朗戈斯、加兰、萨布尔、韦尔、伊戈圣萨蒂尔南。

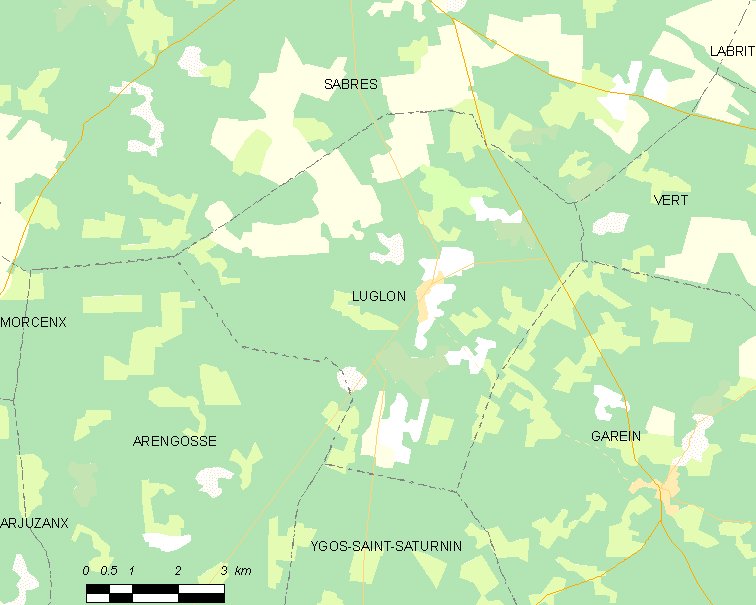
吕格隆的OSM定位图

吕格隆的时区为UTC+01:00、UTC+02:00（夏令时）。

## 行政
吕格隆的邮政编码为40630，INSEE市镇编码为40165。

## 政治
吕格隆所属的省级选区为上朗德-阿马尼亚克县。

## 人口

1962-2008年间吕格隆人口变化图示

吕格隆于2022年1月1日时的人口数量为375人。